# Cándido López y Malta

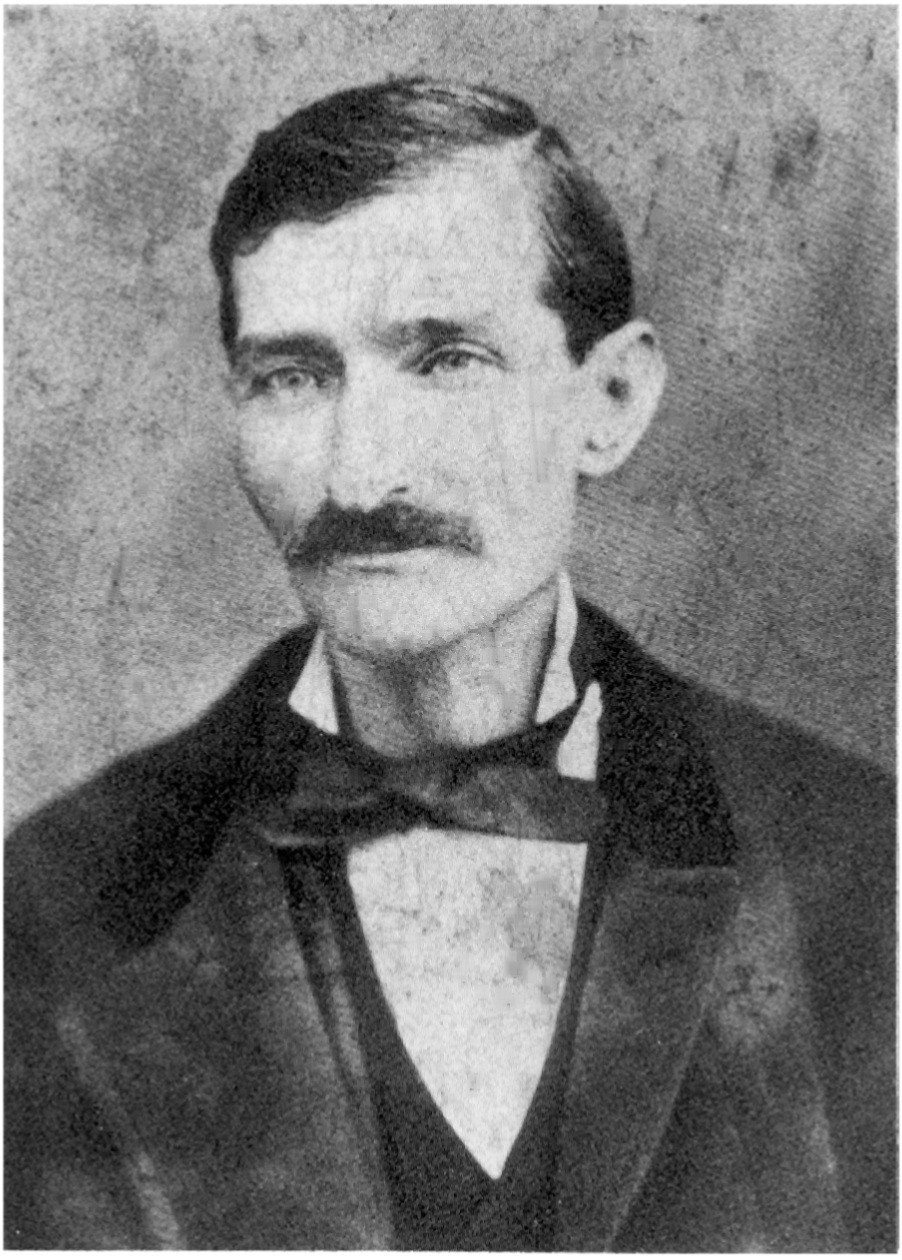
Candido López del Olmo

Cándido López del Olmo y Malta (f. 1883) fue un impresor e historiador español.

## Biografía
Cándido López del Olmo y Malta, natural de Ontígola, se estableció en Aranjuez como impresor en 1860. Casado con Macrina Martín Franco, tuvo tres hijas, una de las cuales continuaría el negocio familiar tras el fallecimiento de Cándido en 1883. 
Aranjuez le dedicó una calle rotulada Cándido López y Malta que cruza con la de Álvarez de Quindós.

## La imprenta
Los locales que albergaron la primera imprenta ocupaban el número 35 de la calle Stuart. En 1924, ya bajo el nombre de Palau, se trasladaron a la calle Abastos, número 9, para pasar en 1936 a la calle Stuart, número 45; aquí se establecería finalmente la desaparecida Imprenta de Garpaje.
De los talleres López y Malta y Palau, donde también se encuadernaba, salió una producción muy variada: folletos como los Discursos leídos en la solemne inauguración de los nuevos locales destinados a las Escuelas Públicas de Aranjuez, en el 1 de enero de 1874 o Reglamento de la Asociación del Comercio, la Industria y la Agricultura de Aranjuez; periódicos como EL COMBATE, publicación del Partido Comunista, que ocupó la imprenta durante la guerra civil; carteles de toros, postales, publicidad de las principales industrias; y libros como Historia descriptiva del Real Sitio de Aranjuez, escrito por Cándido en 1868 a partir de lo que escribió Juan Álvarez de Quindós en 1804.